# ساريتان (مقاطعة آبادة)
ساريتان (بالفارسية: ساریتان) هي قرية تقع في قسم خسروسيرين الريفي في النلحية المركزية لمقاطعة آبادة في إيران.